# 燕美 (吉祥物)
燕美（日语： TSUBAMI */?）為日本職棒東京養樂多燕子的吉祥物，1999年初登場。

## 特徵
- 燕九郎的妹妹，[1]1999年初登場。2019年為登場20周年。
- 由於燕九郎很愛惡作劇，燕美時常被威脅，可能會遭火箭炮攻擊。
- 當養樂多球員擊出全壘打後，燕美會送上一隻燕九郎娃娃給該球員。
- 每年交流戰期間，當東京養樂多燕子對上千葉羅德海洋時，燕美都會使盡一切手段，逼婚羅德隊吉祥物馬君，[1]而馬君也會採取各種理由拒絕。[2][3]

## 外觀
- 與燕九郎一樣不穿制服，若無特殊活動，通常只穿一件裙子。
- 頭頂戴的是遮陽板，而非頭盔。
- 自2013賽季以來，「Swallows」字樣已添加到胸部。她的身體和燕九郎相似，但比較苗條，沒有肚子。
- 腿的粗細近似人類，整隻呈現金黃色。

## 外部連結
- 燕美的Instagram帳戶